# Дєрдь II Ракоці
Дєрдь Ракоці II (угор. II. Rákóczi György; 30 січня 1621 — 7 червня 1660) — великий князь Семигородський (з 1648).

## Біографія
Син Дєрдя I Ракоці, продовжував політику батька і зносини з Богданом Хмельницьким, але 1652, у зв'язку з походом Хмельницького на Молдавію, зірвав їх і уклав воєнний договір із Волощиною та Польщею проти Молдавії.
1654 р. відновив дружні стосунки з Україною, і 1656 р. був створений військовий союз Семигороду, України і Швеції проти Польщі (див. Шведський потоп). 1657 р. Ракоці, за допомогою українських і шведських військ, вдалося захопити значну частину Польщі, включно з Краковом і Варшавою, але він виявився нездібним полководцем і політиком. Б. Хмельницький мусив відкликати полковника Антона Ждановича з козацьким військом в Україну, і Ракоці, зданий на власні сили, був оточений польським військом і 23 липня 1657 р. змушений капітулювати під Меджибожем.
Помер в місті Ораді (Великий замок) від ран, які дістав у битві на місяць раніше при опорі навалі турків на Трансильванію.

## Родина
Дружина — Софія Баторі
Діти:
- Ференц I Ракоці